# SV Wörgl
SV Wörgl is een Oostenrijkse voetbalclub uit de Tiroolse gemeente Wörgl. De club werd in 1952 opgericht.  De kleuren van de vereniging zijn rood-wit, de thuiswedstrijden worden gespeeld op het Sportzentrum Wörgl. 

## Geschiedenis
Tot en met 1992 speelde het standaardelftal van SV Wörgl in de Tiroler Liga, daarna promoveerde het voor de eerste keer naar het hoogste amateurniveau, de Regionalliga. In het seizoen 1997/98 werd het kampioen van de Regionalliga West. In de eindronde voor promotie won het na strafschoppen tegen VSE St. Pölten waardor SV Wörgl promoveerde naar het profvoetbal. In de Erste Liga (de huidige 2. Liga) werd zeven seizoenen achtereenvolgend gespeeld. 
Nadat het ijzerhandelsbedrijf zich als hoofdsponsor terugtrok, begonnen de problemen. In 2004/05 eindigde SV Wörgl als laatste in de Erste Liga, maar door het ontnemen van de licentie werd het naar de vierde klasse verwezen. De financiële problemen noodzaakten de club om te stoppen met voetbalactiviteiten en SV Wörgl degradeerde naar de Gebietsliga. Onder leiding van voorzitter Widschwenter kon men vanuit de zesde klasse weer opklimmen totdat in 2016 opnieuw de Regionalliga werd bereikt.
In 1993, 1994, 1997 en 2017 won SV Wörgl de Tiroler Cup. 